# God's Gift: 14 Days
God's Gift: 14 Days (en hangul, 신의 선물 - 14일; romanización revisada, Sinui Seonmul - 14il) titulada en español como Regalo de Dios, es una serie de televisión surcoreana de misterio emitida en 2014 acerca de una madre que descubre una forma de viajar en el tiempo, ya que en el presente su hija fue secuestrada y brutalmente asesinada, con el propósito de poder salvarla y cambiar la historia.
Es protagonizada por Lee Bo Young, Jo Seung Woo, Kim Yoo Bin, Kim Tae Woo y Jung Kyu Woon. Fue transmitida en su país de origen por Seoul Broadcasting System desde el 3 de marzo hasta el 22 de abril de 2014, finalizando con una extensión de 16 episodios más un especial, emitidos cada lunes y martes las 21:55 (KST).

## Argumento
Kim Soo Hyun vive la desgracia cuando su pequeña hija Han Sae Byul es secuestrada y asesinada. En su dolor ella desea que el tiempo pueda regresar y salvar la vida de su hija. Cuando está a punto de suicidarse, tiene lugar un suceso mágico y regresa 14 días atrás antes de la muerte de su hija Sae Byul. Acompañada de Ki Dong Chan, un investigador privado, Hyun Woo Jin, su primer amor, y Han Ji Woon, su marido tendrá que averiguar el misterio del secuestro de su hija y evitarlo antes de que se acabe y cambiar la historia.

## Reparto

### Principal
- Lee Bo Young como Kim Soo Hyun.[3]
- Jo Seung Woo como Ki Dong Chan.
- Kim Yoo Bin como Han Saet Byul.
- Kim Tae Woo como Han Ji Hoon.
- Jung Gyu-woon como Hyun Woo Jin.[4]

### Secundario
Relacionados con Soo Hyun
- Park Hye Sook como Jang Mi Soon.
- Kim Jin Hee como Jo Min Ah.

Relacionados con Dong Chan
- Jung Hye Sun como Lee Soon Nyeo.
- Jung Eun Pyo como Ki Dong Ho.
- Cha Sun Woo como Ki Young Kyu.
- Shin Goo como Choo Byung Woo.
- Ahn Se Ha como Na Ho Gook.[5]
- Yun Je Wook como Wang Byung Tae.
- Han Sun Hwa como Jenny.
- Lee Si Won como Lee Soo Jung.

### Otros
- Kang Shin Il como Kim Nam Jun.
- Joo Jin Mo como Lee Myung Han.
- Ye Soo Jung como Park Ji Young / Young Bo In.
- No Min Woo como Tae Oh.
- Choi Min Chul como Hwang Kyung Soo / Moon Shin Nam.
- Oh Tae Kyung como Jang Moon Soo.
- Yang Joo Ho como Kim Shin Yoo (Hefesto).
- Jang In-sub como Manager de Tae Oh.
- Kang Dong Yup como Policía.
- Han Chul Woo como Policía.
- Jo Shi Nae como Madre de Hwang Min Ho.
- Park Young Soo como Kyung Bi.
- Mi Sang como Tía asistente.
- Kim Ho Chang como Kang Kyung Soo.
- Oh Hee-joon como empleado del restaurante.

### Apariciones especiales
- Lee Yun Kyung como Dueño del café.
- Kim Il Joong como Presentador.
- Lee Seung Hyung como Presentador.
- Kang Sung Jin como Cha Bong Sup.
- Kwak Jung Wook como Han Ki Tae.
- Kang Byung como Novia de Han Ki Tae.
- Lim Ji Kyu como Ryu Jin Woo.
- Lee Hoon Jin como Heidi.
- Oh Min Suk como Yoon Jae Han.
- Lee Won Jae como Choo Do Jin.
- Lee Hye Chun como Animador de la fiesta.
- Park Young Ji como Ministro Hyun Sang Min.
- Ha Soo Ho como Secuestrador.
- Jang Tae Min como Artista de grafiti.
- Jang Ho Joon como Empleado del ayuntamiento.
- Jang Kyuk Soo.
- Jo Sun Joo.
- Lee Kyu Sub.
- Heo Sung-tae.

## Recepción

### Audiencia
En Azul la audiencia más baja y en rojo la más alta, correspondientes a las empresas medidoras TNms y AGB Nielsen.
| Ep. #    | Fecha de estreno    | Share        | Share        | Share       | Share       |
| Ep. #    | Fecha de estreno    | TNmS Ratings | TNmS Ratings | AGB Nielsen | AGB Nielsen |
| Ep. #    | Fecha de estreno    | Nacional     | Seúl         | Nacional    | Seúl        |
| -------- | ------------------- | ------------ | ------------ | ----------- | ----------- |
| 1        | 3 de marzo de 2014  | 6.7 %        | 7.5 %        | 6.9 %       | 7.2 %       |
| 2        | 4 de marzo de 2014  | 8.3 %        | 9.5 %        | 7.7 %       | 8.2 %       |
| 3        | 10 de marzo de 2014 | 8.8 %        | 11.0 %       | 8.9 %       | 8.9 %       |
| 4        | 11 de marzo de 2014 | 8.9 %        | 11.3 %       | 9.1 %       | 9.6 %       |
| 5        | 17 de marzo de 2014 | 9.3 %        | 11.0 %       | 9.7 %       | 10.4 %      |
| 6        | 18 de marzo de 2014 | 10.2 %       | 12.4 %       | 9.4 %       | 9.8 %       |
| 7        | 24 de marzo de 2014 | 10.0 %       | 12.4 %       | 8.8 %       | 9.5 %       |
| 8        | 25 de marzo de 2014 | 10.7 %       | 12.8 %       | 10.6 %      | 12.0 %      |
| 9        | 31 de marzo de 2014 | 9.5 %        | 11.8 %       | 8.8 %       | 9.6 %       |
| 10       | 1 de abril de 2014  | 9.4 %        | 10.9 %       | 9.4 %       | 10.5 %      |
| 11       | 7 de abril de 2014  | 9.5 %        | 11.7 %       | 9.2 %       | 9.7 %       |
| 12       | 8 de abril de 2014  | 9.8 %        | 11.7 %       | 8.9 %       | 9.8 %       |
| 13       | 14 de abril de 2014 | 9.5 %        | 11.8 %       | 8.5 %       | 8.5 %       |
| 14       | 15 de abril de 2014 | 10.0 %       | 12.1 %       | 8.7 %       | 9.2 %       |
| 15       | 21 de abril de 2014 | 8.2 %        | 10.2 %       | 8.3 %       | 8.9 %       |
| 16       | 22 de abril de 2014 | 9.5 %        | 11.6 %       | 8.4 %       | 9.0 %       |
| Promedio | Promedio            | 9.3 %        | 11.2 %       | 8.8 %       | 9.5 %       |

## Premios y nominaciones
| Año  | Premio                                       | Categoría                                            | Nominado                      | Resultado |
| ---- | -------------------------------------------- | ---------------------------------------------------- | ----------------------------- | --------- |
| 2014 | 50th Baeksang Arts Awards                    | Mejor nuevo actor (TV)                               | Baro                          | Nominado  |
| 2014 | 50th Baeksang Arts Awards                    | Actor más popular (TV)                               | Jo Seung Woo                  | Nominado  |
| 2014 | 50th Baeksang Arts Awards                    | Actor más popular (TV)                               | Baro                          | Nominado  |
| 2014 | 16th Seoul International Youth Film Festival | Mejor nuevo actor                                    | Baro                          | Nominado  |
| 2014 | 16th Seoul International Youth Film Festival | Mejor banda sonora por un artista masculino          | «Because It Hurts» de Sandeul | Nominado  |
| 2014 | 7th Korea Drama Awards                       | Mejor actor/actriz joven                             | Kim Yoo Bin                   | Nominado  |
| 2014 | 3rd APAN Star Awards                         | Mejor nuevo actor                                    | Baro                          | Nominado  |
| 2014 | SBS Drama Awards                             | Premio a la alta excelencia, actor en una miniserie  | Jo Seung Woo                  | Nominado  |
| 2014 | SBS Drama Awards                             | Premio a la alta excelencia, actriz en una miniserie | Lee Bo Young                  | Nominado  |
| 2014 | SBS Drama Awards                             | Premio a la excelencia, actor en una miniserie       | Kim Tae Woo                   | Nominado  |
| 2014 | SBS Drama Awards                             | Premio a la excelencia, actor en una miniserie       | Jung Gyu Woon                 | Nominado  |
| 2014 | SBS Drama Awards                             | Premio especial, actor en una miniserie              | Shin Goo                      | Nominado  |
| 2014 | SBS Drama Awards                             | Premio especial, actriz en una miniserie             | Jung Hye Sun                  | Nominado  |
| 2014 | SBS Drama Awards                             | Premio a la nueva estrella                           | Han Sun Hwa                   | Ganador   |
| 2014 | SBS Drama Awards                             | Premio a la popularidad netizen                      | Lee Bo Young                  | Nominado  |
| 2014 | SBS Drama Awards                             | Premio a la popularidad netizen                      | Jo Seung Woo                  | Nominado  |
| 2014 | SBS Drama Awards                             | Premio a la mejor pareja                             | Jo Seung Soo y Lee Bo Young   | Nominado  |

## Emisión internacional
- Birmania: MRTV-4.
- Estados Unidos: Sky Link TV.
- Hong Kong: Drama Channel y TVB.
- Tailandia: PPTV HD.[10]
- Taiwán: CTV, Star Chinese Channel y SEC.
- Perú: Willax Televisión (2019, 2020)
- 🇵🇦 Panamá: SerTV  (2021)
- 🇨🇱 Chile: ETC (canal de televisión) (2022)

## Versiones
| Año  | País           | Cadena | Nombre            |
| ---- | -------------- | ------ | ----------------- |
| 2016 | Estados Unidos | ABC    | Somewhere Between |